# Corrupció policial a Espanya (1975-2025)
La corrupció policial a Espanya des de la mort del general Franco ha colpejat a l'opinió pública en múltiples moments, encara que amb diferents nivells d'intensitat. Es diu corrupció policial a una mala praxi per la qual els membres de la Policia Nacional i la Guàrdia Civil trenquen el seu contracte social i abusen del seu poder en benefici propi, desprestigiant a la institució a la qual serveixen. Aquest tipus de corrupció pot involucrar a un o diversos agents i pot implicar un desafiament a la confiança pública i als drets humans, amb greus conseqüències socials i/o morals. La corrupció policial a Espanya pot adoptar moltes formes, com els suborns de trànsit, suborns per a ascendir irregularment de rang, robatori de combustible, tràfic d'influències, narcotràfic, lloguer d'armes a grups criminals, complicitat per a l'extorsió, abús d'autoritat, ús excessiu de la força, conspiració, oferiment de sicariato i espionatge. Mentre la Policia Nacional no dóna dades de les seves "ovelles negres", la Guàrdia Civil estima en 500 persones les investigades cada any, d'un total de 88.000 agents en 2024.
La Constitució de 1978, en el seu article 104, encàrrec a les Forces i Cossos de Seguretat, sota dependència del Govern espanyol, la missió de protegir el lliure exercici dels drets i llibertats dels ciutadans i garantir la seguretat ciutadana. Subsegüent a aquest precepte constitucional, es va dictar la llei orgànica 2/1986, de 13 de març, de Forces i Cossos de Seguretat, que és el pilar bàsic i comú del règim jurídic de tots els cossos policials, estatals, autonòmics i locals, i a partir del qual s'han anat desenvolupant per a cadascun d'ells les seves respectives normes d'organització i funcionament. Per a la sanció de les infraccions comeses pels policies durant l'acompliment de les seves funcions, es va dictar la llei orgànica 4/2010, de 20 de maig, del Règim disciplinari del Cos Nacional de Policia. A Espanya, la Unitat d'Assumptes Interns depèn directament del Director Adjunto Operatiu de la Policia Nacional. La feina de casa es mouen principalment en l'àmbit de les labors de la Policia Judicial però des del sigil més absolut. Els delictes que persegueixen són de manera predominant el tràfic de drogues, suborn i revelació de secrets. En moltes ocasions han de treballar amb fonts anònimes i tirar dels fils.

## Cronologia
El 29 d'agost de 1984 va ser detingut el sergent de la Guàrdia Civil Manuel Mielgo Lera en Sant Lorenzo de l'Escorial (província de Madrid), per forces del Grup Central Antidrogas de la direcció general del mateix institut, que li van intervenir 1,9 quilos d'heroïna.
Al maig de 2012, en una operació contra el narcotràfic a la província de Granada, va permetre la confiscació de 1,5 quilos d'haixix i la detenció de cinc persones, al capdavant de les quals figurava el cap de la Guàrdia Civil de Vélez de Benaudalla, un sergent que recentment havia estat ascendit a brigada.
Al juny de 2019, el guàrdia civil Antonio Manuel Guerrero, un dels membres del Ramat condemnats pel Tribunal Suprem a 15 anys de presó per violació, va perdre la seva condició de guàrdia civil, d'acord amb la resolució publicada en el Butlletí Oficial del Ministeri de Defensa, tot això en virtut de l'acte de la secció II de l'Audiència Provincial de Navarra del 29 de juny de 2019 que transposa la fallada del Suprem.
Al març de 2024 la Comandància de la Guàrdia Civil de Còrdova va donar a conèixer la presumpta actuació irregular d'un dels seus membres en la tramitació de contractes menors, per la qual cosa un jutge va determinar la detenció d'un sergent suposadament implicat en el cas després d'una recerca desenvolupada per la Unitat d'Assumptes Interns de la benemèrita. Aquest mateix mes, a Sevilla, l'Audiència Provincial va condemnar amb vuit anys i deu mesos de presó i onze anys d'inhabilitació al tinent R.P. m. per acceptar suborns. Així mateix, li va imposar una multa de 1,5 milions d'euros.
Al juliol de 2024 l'Audiència Provincial de Cadis, amb seu a Algesires, va condemnar a un cap de la Guàrdia Civil a una pena de sis anys de presó com a autor material d'un delicte de blanqueig de capitals agreujat per la procedència de delictes de tràfic de drogues, i a una multa de 4.500.000 euros. A més, li va condemnar a un any de presó per la comissió del delicte de pertinença a grup criminal, així com va condemnar als seus dos fills com a cooperadors necessaris a penes de dos anys i cinc mesos pel blanqueig de capitals i multa de 4.500.000 a cadascun d'ells i vuit mesos de presó pel delicte de pertinença a grup criminal.
A l'agost de 2024 una brigada de la Guàrdia Civil i l'Associació Unificada de Guàrdies Civils (AUGC) van denunciar suposades il·legalitats en el Seprona de Sevilla. A l'una, sol·liciten la creació d'un canal intern de denúncies, tal com exigeix la directiva comunitària 1937/2019.
Al novembre de 2024, en una macrooperación contra el tràfic d'estupefaents a banda i banda de l'Estret de Gibraltar es va saldar amb la detenció de 24 persones, inclòs un guàrdia civil natural de Ceuta i destinat des de feia pocs dies en el lloc de Poble Nou de Guadairo. Del cas entenia el Jutjat d'Instrucció número 2 de Fuengirola.
Al desembre de 2024 va ser detingut JFB, capità de la Guàrdia Civil i cap fins a maig d'aquest any de l'Oficina d'Anàlisi i Recerca Fiscal (ODAIFI), els vigilants del tràfic de drogues en el port de València. El militar va ser detingut al costat de tres ciutadans espanyols i altres tres albanokosovars, integrants d'una màfia que s'havia fet fort en el port de València. En l'operació es va frustrar el lliurament d'una tona de cocaïna, vigilada per Assumptes Interns.

## Casos emblemàtics

#### Cas Nani
El 12 de novembre de 1983, familiars de Santiago Corella àlies el Nani van acudir al diari El País per a denunciar la detenció “amb extrema violència” del jove. Començava un cas que va commocionar a la societat espanyola. Cinc anys després va arribar als jutjats el cas de la desaparició de Santiago Corella, el cadàver de la qual mai va aparèixer.

#### Cas Mèrida
Al setembre de 2021, van ser detingudes una vintena de persones per tràfic de drogues a Mèrida. Els investigadors de la Unitat d'Assumptes Interns (UAI) de la policia, en combinació amb la Unitat Central Operativa (UCO) de la Guàrdia Civil, van detenir al grup complet d'estupefaents de la Policia Nacional de Mèrida (Badajoz), inclòs l'inspector que estava al capdavant d'aquesta. A més d'aquests cinc policies, van ser detinguts dos guàrdies civils per la seva presumpta implicació. Per a la UAI, els detinguts formaven part d'un complex entramat criminal assentat a la província de Badajoz integrat per diverses organitzacions que interactuaven entre elles, dedicades presumptament al cultiu, processament, manipulació i posterior distribució de marihuana a la província.

#### Cas Cap de la UDEF
El 6 de novembre de 2024 va ser detingut O.S.G., cap de la Unitat contra la Delinqüència Econòmica i Fiscal (UDEF) de Madrid fins a aquest moment, investigat per ser un estret col·laborador d'una xarxa de tràfic de drogues a canvi de grans sumes de diners. En efecte, se l'acusa de greus delictes com a tràfic de drogues, organització criminal, blanqueig, suborn i revelació de secrets. El jutge va dictar presó provisional per entendre que existien presumptes vincles amb una xarxa de narcotràfic amb la qual "col·laborava reiteradament", facilitant l'entrada de grans partides, inclòs el major interceptat fins a la data –de 13 tones de cocaïna– el que va portar a la seva detenció. En la querella presentada per la Fiscalia Antidroga s'advertia que aquest inspector cap estava col·laborant, o fins i tot estava integrat, en una organització dedicada a la introducció de grans partides de cocaïna i al blanqueig dels guanys obtinguts. Segons la Fiscalia, la seva col·laboració "es concretava essencialment en la realització de consultes en les bases de dades policials per a conèixer i descartar l'existència de recerques sobre els membres de l'organització". L'endemà a la seva detenció, Unitat d'Assumptes Interns de la Policia espanyola va registrar el seu xalet en la localitat madrilenya de Villalbilla en el qual van trobar una quantitat de diners de més de 20 milions d'euros en bitllets amagats en el sostre, les parets o el jardí. Així mateix, els agents van descobrir 448.110 euros en efectiu a Dénia, la seva segona residència, i 896.400 euros en els mobles del seu despatx en la Prefectura Superior de Policia de Madrid, així com diferent documentació i anotacions.

#### Cas Alcalá de Guadaíra
El 17 de setembre de 2024 cinc agents del grup antidrogas d'Alcalá de Guadaíra van ser arrestats per la Unitat d'Assumptes Interns de la Policia Nacional en una operació contra el narcotràfic en la localitat sevillana, en la qual van ser detingudes 28 persones. Entre els arrestats figuraven cinc agents d'aquest municipi de la comarca dels Alcores. L'operació, en la qual ha participat la Unitat d'Assumptes Interns, va dirigida contra activitats relacionades amb el narcotràfic detectades en el municipi alcalareño. Les detencions dels cinc policies nacionals, estarien vinculades suposadament amb aquestes xarxes de distribució de drogues.